# Киселёв, Олег Владимирович
Олег Владимирович Киселёв (род. 1 июня 1953 года, село Дивное, Ставропольский край) — российско-израильский предприниматель, руководитель высшего звена и общественный деятель, кандидат технических наук.

## Ранние годы
Олег Киселев родился 1 июня 1953 года в селе Дивное Ставропольского края в семье юриста Ольги Матвеевны  и военнослужащего Владимира Алексеевича Киселева. Детство и школьные годы Олег провел в ГДР, где служил его отец. В 1979 году окончил Московский институт стали и сплавов (МИСИС), а в 1984 году – его аспирантуру. До 1988 года работал в МИСИС научным сотрудником и преподавателем. В 1986 году Олег Киселёв стал заместителем директора Института химической физики Академии наук СССР.

## Карьера в бизнесе
В 1989 году Олегом Киселёвым совместно с Михаилом Фридманом был учреждён кооператив «Альфа-фото», занимавшийся поставками компьютеров. Вскоре на базе кооператива было создано «Альфа-Эко», совместное предприятие со швейцарской компанией ADP Trading. СП занималось экспортом энергоносителей и импортом продовольствия; Олег Кисёлев занимал в нём пост директора. В 1990 году, после появления у компании дочерних структур, он одновременно возглавил совет директоров Альфа-Банка. В 1992 году Киселёв покинул консорциум «Альфа-Групп».
В 1992 году Киселёв вместе с партнерами основали акционерное общество «Мосэкспо». К 1995 году оно стало ведущим оптовым поставщиком ювелирных изделий и разнообразных товаров народного потребления на территории СНГ. «Мосэкспо» учредило несколько дочерних компаний, таких как «Мосэстейт», «Импэксбанк» и «Мосэкспометалл», последняя из которых стала крупнейшей в России в сфере переработки вторичного сырья драгоценных металлов.
С 1992 по 2001 годы Киселёв занимал должность председателя совета директоров Импэксбанка,  который позже был приобретен Райффайзенбанком.
В 2001—2002 годах Киселёв возглавлял совет директоров управляющей компании холдинга «Металлоинвест», в состав которого входил ряд металлургических предприятий - Михайловский ГОК, Стойленский ГОК, Бежицкий и Орловский сталепрокатные заводы, а также одна из крупнейших сельскохозяйственных компаний РФ — АПК «Стойленская Нива».
В 2004–2005 годах Олег Киселёв становится президентом «инвестиционной группы Ренессанс капитал». В этой должности он участвует в разработке стратегии компании на российском рынке капитала. Он руководит процессом создания и координирует реализацию проектов, связанных с управлением инвестиционно-банковской деятельностью.
Олег Киселёв начал свою карьеру в «Роснано» в 2008 году в качестве советника председателя правления Анатолия Чубайса, сосредоточившись на разработке стратегий для компании и привлечении инвестиций в высокотехнологичные проекты. В 2009 году он был назначен финансовым директором, а в 2010 году стал заместителем председателя правления. Под его руководством «Роснано» активно развивала проекты в области нанотехнологий, в том числе в таких секторах, как новые материалы и альтернативная энергетика (включая производство солнечных панелей и ветровых турбин). Киселёв также курировал проекты в сфере медицинских технологий и биотехнологий, в том числе повысивших доступность высокотехнологичной медицинской помощи. Председатель правления «Роснано» Чубайс охарактерировал 11 лет работы Киселёва в корпорации как «сложную и результативную работу по созданию с нуля в России новой отрасли — наноиндустрии». По его словам, Киселёв внес огромный вклад в то, что «Роснано» стало значимым российским глобальным технологическим инвестором. В частности, под руководством Киселёва были успешно завершены такие инвестиционные проекты, как национальная сеть ядерной медицины «ПЭТ-Технолоджи», производитель солнечных модулей «Хевел», «Метаклэй», «Уралпластик» и «Этерно».

## Медиапроекты
В 2002–2003 годах Олег Киселёв занимал должность гендиректора НП «Медиа-социум» и ЗАО «Шестой канал», совместно обеспечивавших работу телеканала ТВС. Телеканал был создан по инициативе Анатолия Чубайса с участием ряда крупных бизнесменов, включая Киселёва. На ТВС переместился «костяк» журналистов, ранее работавших на НТВ до его перехода под контроль «Газпром-Медиа», а затем на ТВ-6. После закрытия властями в январе 2002 года ТВ-6, что расценивалось как ликвидация последнего негосударственного общероссийского телеканала и наступление на свободу слова, эти журналисты перешли на ТВС. Новый телеканал, возглавлявшийся Олегом Киселёвым, был известен оппозиционной российским властям направленностью и просуществовал до июня 2003 года, после чего был отключен от вещания Минпечати.

## Общественная деятельность
С 1989 года Олег Киселёв был членом Международной Ассоциации руководителей предприятий. В 1992 году он стал организатором и председателем Совета по внешнеэкономической политике при Министерстве внешних экономических связей, а также вошел в правление Российского промышленно-инвестиционного фонда. В 1993 году Киселёв вошел в состав Совета по предпринимательству при Правительстве РФ, Совета по внешней и оборонной политике РФ, Президентского Совета РФ, Совета предпринимателей при мэре и Правительстве Москвы, Совета Российского банка реконструкции и развития, и был директором российско-американского Фонда поддержки предпринимательства. С 1995 по 1999 год он занимал пост сопредседателя Круглого стола бизнеса России, а с 1999 по 2001 год входил в Совет Ассоциации российских банков. С 2001 года Киселёв стал Вице-президентом Российского союза промышленников и предпринимателей (РСПП), возглавив комитет по налоговой политике и реформе земельных отношений.
Киселёв в течение многих лет принимал активное участие в деятельности Российского еврейского конгресса (РЕК) и был одним из постоянных спонсоров фонда «Керен ха-Йесод» и еврейской студенческой организации «Гилель».

## Награды и признание
Олег Киселёв награжден медалью «За трудовую доблесть». Он также является действительным членом Международной академии информатизации. Киселёв неоднократно входил в число 50 наиболее влиятельных предпринимателей России, определяемых по опросам Академии экономических новостей (АЭН) и «Независимой газеты».

## Политическая деятельность
Был членом партии «Союз правых сил». В 2003 году баллотировался в депутаты Госдумы по списку СПС.
Олег Киселёв придерживается либеральных убеждений, не считая государство эффективным собственником. Вместе с тем он отмечал, что либерализация достигается, в первую очередь, снизу, а не насаждается сверху «просвещёнными» правителями. Как выразился Киселёв, «свобода завоевывается, ну, если не на баррикадах, то все-таки усилиями людей, которые к этой свободе стремятся. Я не верю в дарованную свободу — даже если она нисходит с небес, она недолговечна и она нестабильна».

## Уголовное преследование
В октябре 2005 года Прокуратура Москвы возбудила дело против Олега Киселёва (находившегося в тот момент на лечении за границей), обвинив его в махинациях с акциями Михайловского ГОКа и попытке их хищения. Не признав обвинения, Киселёв заявил, что «надеется вернуться в Россию в положении не обвиняемого, а свободного и нормального человека, каковым был все эти годы». В середине февраля 2008 года стало известно о прекращении прокуратурой уголовного дела против Киселёва за отсутствием в его действиях состава преступления. Он вернулся в Москву.
Весной 2024 года следственный департамент МВД предъявил Олегу Киселеву, а также ряду лиц, связанных с «Роснано», обвинения в растрате. МВД России инициировало процедуру объявления их в международный розыск. Расследование связывают с положением бывшего главы «Роснано» Анатолия Чубайса, чьим заместителем продолжительное время являлся Олег Киселёв. Чубайс покинул Россию после её вторжения в Украину в феврале 2022 года, получив документы репатрианта и гражданство Израиля. На Восточном экономическом форуме в сентябре 2023 года президент РФ Владимир Путин неодобрительно отозвался о Чубайсе: «удрал <…> уже не Чубайс, а Моше Израилевич какой-то». Вскоре после этого российские власти начали масштабное расследование в отношении бывших топ-менеджеров «Роснано», включая Киселёва.